# Chyrów Posada
Chyrów Posada (ukr. Хирів-Посада, ros. Хыров-Посада) – stacja kolejowa w miejscowości Chyrów, w rejonie samborskim, w obwodzie lwowskim, na Ukrainie.
Stacja istniała przed II wojną światową.